# Christoph Bach
Christoph Bach (19 de abril de 1613 - 12 de septiembre de 1661) fue un músico alemán, el abuelo de Johann Sebastian Bach.
Era hijo de Johannes (Hans) Bach. Nació en Wechmar, fue músico de corte y de villa en Weimar, Prettin, Erfurt (1640) y Arnstadt (director en 1654), donde murió. 
Tres de sus hijos fueron músicos:
- Georg Christoph Bach
- Johann Christoph Bach (1645-1693)
- Johann Ambrosius Bach, el padre de Johann Sebastian.